# František Klement
František Klement (9. října 1851 Smíchov – 17. ledna 1933 Innsbruck) byl český spisovatel a cestovatel. Užíval pseudonym Quido Mansvet.

## Život a literární činnost
Narodil se na Smíchově u Prahy, byl synem zedníka. Po absolvování střední školy krátce působil v obchodě, pak vstoupil do služeb arcivévody a cestovatele Ludvíka Salvátora Toskánského, s nímž procestoval několik evropských zemí, zejména Španělsko, Itálii, Francii a Řecko. Mimo Evropy spolu navštívili například Turecko, Sýrii nebo severní Afriku.
Od roku 1876 žil v Praze a začal psát cestopisy, ve kterých opisoval zejména orientální země, které navštívil. Projevil v nich svůj pozorovací talent a obsah jeho knih nebyl zasažen literárním exotismem dané doby. V knihách Messalina (1903) a Dva obrazy ze života starořímského (1905) beletrizovaně popsal život v antickém Římě, přičemž se věrně přidržoval předloh antických autorů, zejména Suetonia a Tacita. Kromě literární činnosti se věnoval také studiu starého umění a starožitností, o nichž také napsal několik fejetonů do časopisu Květy.
V roce 1895 pomáhal organizačně zabezpečit Národopisnou výstavu českoslovanskou, pořádanou v Praze. V roce 1898 se ze soukromých důvodů přestěhoval do rakouského Innsbrucku, kde nadále psal a žil tam až do své smrti roku 1933.
Někdy používal pseudonymu Quido Mansvet.

## Dílo
- Novodobé průmyslové muzeum a jeho odborné zařízení (1885)
- Z Jaffy do Jeruzaléma (1894), cestopis, výňatek z připravované knihy Palestina
- Palestina (1895), cestopis
- Messalina (1903), beletrie s námětem života v starověkém Římě
- Dva obrazy ze života starořímského (1905), beletrie s námětem života v starověkém Římě
- Z ovzduší harémů a pouští (1909), cestopis